# 93 Korpus Strzelecki (ZSRR)
93 Korpus Strzelecki (ros. 93-й стрелковый корпус) – wyższy związek taktyczny Armii Czerwonej z okresu II wojny światowej.
Od marca 1945 roku razem ze 43 Korpusem Strzeleckim i 115 Korpusem Strzeleckim wchodził w skład 59 Armii. W tym czasie 93 KS dowodził gen. mjr Jakow Szaraburko.

## Dowódcy korpusu
- płk Aleksandr Syczew 26.05.1944 - 14.06.1944
- gen. mjr Jakow Szaraburko 06.11.1944 - 11.05.1945[2]

## Struktura organizacyjna
Skład w 1945 roku:
- 98 Dywizja Piechoty
- 239 Dywizja Piechoty
- 391 Dywizja Piechoty